# Championnat de France de baseball Nationale 2
Le Championnat de France de baseball Nationale 2 est la compétition qui permet aux meilleurs clubs de régionale d'accéder à la Nationale 1, soit le 3e niveau du baseball français.
En 2012, ce sont les Patriots de Paris qui s'imposent 2-0 dans la série finale au meilleur des trois rencontres face à La Vallée du Gapeau.

## Format de la compétition
La Nationale 2 (N2) est une phase de play-off consécutive aux championnats régionaux. 
À la fin des saisons régulières, les meilleures équipes régionales prennent part au championnat de N2 pour tenter d'accéder à la Nationale 1. Les clubs s'affrontent d'abord dans une phase de poules géographiques avant que les meilleurs puissent en découdre lors de la phase finale. 
À l'issue de cette compétition, les deux finalistes du championnat de France de Nationale 2 gagnent le droit de jouer dans le championnat de N1 (autrement dit en Nationale), pendant que les deux perdants des play-down de la N1 redescendent en régionale dans leurs ligues respectives.
Ce sont en moyenne une vingtaine de clubs qui se disputent chaque année l'accession en N1 entre la fin du mois d'août et la mi-octobre.

## Participants
Ce sont les meilleurs clubs issus des championnats de Division Honneur (on l'appelle aussi régionale). L'attribution des places se fait ligue par ligue en fonction du nombre d'équipes engagées dans le championnat régional. La règle de calcul est la suivante : nombre de places en N2 =  nombre d'équipes du championnat / 3 (à l'arrondi inférieur près).
Ex: En 2009, la Ligue de Bourgogne a un championnat à 4 équipes. Seul son champion participe à la N2 (4/3=1,33 → 1 place). Par contre en Nord-Pas-de-Calais où 8 clubs sont engagés, les 2 premiers ont un billet qualificatif pour la N2 (8/3=2,66 → 2 places).

## Division et Promotion Honneur
Aux stades des Division et Promotion Honneur, les compétitions sont gérées directement par les ligues régionales et les comités départementaux (rattachés aux ligues régionales) qui décident du nombre d'équipes participantes ainsi que du format de la compétition. Il y a cependant peu de variations d'une ligue à une autre. Les plus petits championnats comptent 4 équipes et les plus grands jusqu'à 9. 
La structure des championnats est variable d'une ligue à l'autre, mais est composé généralement d'une phase aller-retour lors de laquelle chaque équipe rencontre les autres dans des programmes doubles (2 matchs de 7 manches par journée). À la suite de cette phase, certaines ligues organisent directement les finales, pendant que d'autres font jouer des plateaux (play-off) pour multiplier le nombre de rencontres et ne passent qu'ensuite aux finales.
En 2010, 13 ligues organisent un championnat régional. Cela représente un total de 79 équipes, dont plusieurs sont des réserves de clubs évoluant en division 1 ou 2.
- Division Honneur (Régionale)

La DH (souvent nommée Régionale) est le niveau où les compétitions se déroulent à l'échelle des ligues régionales. C'est la 4e division du baseball en France.
- La Promotion Honneur (Départementale)

La PH est le niveau où les compétitions se déroulent à l'échelle des comités départementaux. C'est la 5e et plus "faible" division du baseball français.

## Palmarès
La liste est incomplète:
| Année        |                                                                        | Champion                                                                   | Vice-champion                                                           |
| ------------ | ---------------------------------------------------------------------- | -------------------------------------------------------------------------- | ----------------------------------------------------------------------- |
| 1985 Détails | Barracudas de Montpellier Montpellier, Hérault                         | Grizzlys de Grenoble Grenoble, Isère                                       |                                                                         |
| 1986 Détails |                                                                        |                                                                            |                                                                         |
| 1987 Détails |                                                                        |                                                                            |                                                                         |
| 1988 Détails | CNHN Nice, Alpes-Maritimes                                             |                                                                            |                                                                         |
| 1989 Détails | Huskies de Rouen Rouen, Seine-Maritime                                 | Barracudas de Montpellier Montpellier, Hérault                             |                                                                         |
| 1990 Détails |                                                                        | Barracudas de Montpellier Montpellier, Hérault                             |                                                                         |
| 1991 Détails | Panthères de Pessac Pessac, Gironde                                    | SMEC Metz Metz, Moselle                                                    |                                                                         |
| 1992 Détails | Saints de Saint-Germain-en-Laye Saint-Germain-en-Laye, Yvelines        | Patriots de Paris Paris                                                    |                                                                         |
| 1993 Détails | Devils de Bron Saint-Priest Saint-Priest, Rhône                        | Patriots de Paris Paris                                                    |                                                                         |
| 1994 Détails | Beine Nauroy Beine-Nauroy, Marne                                       | Patriots de Paris Paris                                                    |                                                                         |
| 1995 Détails | ASC Seagulls Baseball Club Cherbourg, Manche                           | Squales de Vauréal Vauréal, Val-d'Oise                                     |                                                                         |
| 1996 Détails | Cougars de Montigny Montigny-le-Bretonneux, Yvelines                   |                                                                            |                                                                         |
| 1997 Détails | Barracudas de Montpellier² Montpellier, Hérault                        |                                                                            |                                                                         |
| 1998 Détails | Indians de Boé-Bon-Encontre Boé-Bon-Encontre, Lot-et-Garonne           | Chevaliers de Beaucaire Beaucaire, Languedoc-Roussillon                    |                                                                         |
| 1999 Détails | Cavigal Nice sports baseball Nice, Alpes-Maritimes                     | Compiègnois BaseBall Club Compiègne, Oise                                  |                                                                         |
| 2000 Détails | Duffyducks de Saint-Just-Saint-Rambert Saint-Just-Saint-Rambert, Loire | Dieppe , Seine-Maritime                                                    |                                                                         |
| 2001 Détails | Panthères de Pessac Pessac, Gironde                                    | Strasbourg UC Strasbourg, Bas-Rhin                                         |                                                                         |
| 2002 Détails | BCB - Pirates de Béziers Béziers, Hérault                              | Outlaws - Strasbourg UC Strasbourg, Bas-Rhin                               |                                                                         |
| 2003 Détails | Club andelysien de baseball et softball Les Andelys, Eure              | Hawks de La Guerche de Bretagne 2 La Guerche de Bretagne, Ille-et-Vilaine  |                                                                         |
| 2004 Détails | Korvers de Dunkerque Dunkerque, Nord                                   | Indians de Boé-Bon-Encontre Boé-Bon-Encontre, Lot-et-Garonne               |                                                                         |
| 2005 Détails | Barracudas de Montpellier 2 Montpellier, Hérault                       | Grizzlys de Grenoble Grenoble, Isère                                       |                                                                         |
| 2006 Détails | Tigers de Toulouse 2 Toulouse, Haute-Garonne                           | Gothics de Gif-sur-Yvette Gif-sur-Yvette, Essonne                          |                                                                         |
| 2007 Détails | Devils de Bron Saint-Priest Saint-Priest, Rhône                        | CABS Les Andelys Les Andelys, Eure                                         |                                                                         |
| 2008 Détails | Indians de Boé-Bon-Encontre Boé-Bon-Encontre, Lot-et-Garonne           | Vipères de Valenciennes Valenciennes, Nord                                 |                                                                         |
| 2009 Détails | Albatros de La Grande Motte La Grande-Motte, Hérault                   | French Cubs de Chartres Chartres, Eure-et-Loir                             |                                                                         |
| 2010 Détails | Stade Toulousain Baseball 2 Toulouse, Haute-Garonne                    | Squales de Vauréal Vauréal, Val-d'Oise                                     |                                                                         |
| 2011 Détails | Paris UC 2 Paris                                                       | Squales de Vauréal Vauréal, Val-d'Oise                                     |                                                                         |
| 2012 Détails | Patriots de Paris Paris                                                | Renards de La Vallée du Gapeau La Vallée du Gapeau, Var                    |                                                                         |
| 2013 Détails |                                                                        | Hawks de La Guerche de Bretagne La Guerche-de-Bretagne, Ille-et-Vilaine    | Devils de Bron Saint-Priest Saint-Priest, Rhône                         |
| 2014 Détails |                                                                        | Jimmer's de Saint-Lô Saint-Lô, Manche (département)                        | Hawks de La Guerche de Bretagne La Guerche-de-Bretagne, Ille-et-Vilaine |
| 2015 Détails |                                                                        | Pharaons d'Évry Évry, Essonne                                              | Pirates de Béziers Béziers, Hérault                                     |
| 2016 Détails |                                                                        | Black Panthers de Bréal-sous-Montfort Bréal-sous-Montfort, Ille-et-Vilaine | Templiers de Sénart 3 Savigny-le-Temple, Seine-et-Marne                 |